# Нельсон, Джеси
Джессика Луиза Нельсон (англ. Jessica Louise Nelson; род. 14 июня 1991 года, более известная как Джеси Нельсон) — английская певица, автор песен и танцовщица, актриса и участница британской группы Little Mix.

## Биография
Джессика Луиза Нельсон родилась 14 июня 1991 года в Ромфорде, графство Эссекс, в семье бизнесмена Джона Нельсона и сотрудницы полиции по общественным работам Дженис Уайт. Родители развелись, когда ей было пять лет. Джеси — одна из четырёх детей в семье, у неё есть старшая сестра Джейд, младший брат Джозеф, а также старший брат Джонатан.
Нельсон посещала общественную школу Джо Ричардсона и Академию Эббс Кросс и Колледж искусств в Хорнчёрче. Она также ходила в театральную школу Сильвии Янг, и её одноклассницей была Рита Ора. До прослушивания в The X Factor работала буфетчицей в Догенхеме. В детстве играла эпизодические роли в фильмах «Мой мальчик» и «Гарри Поттер и Кубок огня».

## Карьера

### 2011—настоящее время:The X Factorи Little Mix
На первом прослушивании в The X Factor Джеси исполнила «Bust Your Windows» Джазмин Салливан. Она и Перри Эдвардс изначально были определены в группу Faux Pas, а Джейд Фёруолл и Ли-Энн Пиннок — в группу Orions. Обе группы, однако, так и не получили дальнейшего развития. Позднее было решено образовать квартет Rhythmix, и девушек позвали в дом судей. Их наставником стала Тулиса Контоставлос. 28 октября было объявлено окончательное название группы — Little Mix. 11 декабря Little Mix одержали победу в The X Factor, став первой группой, победившей в программе за всю её историю. С начала карьеры коллектив выпустил шесть студийных альбомов: DNA (2012), Salute (2013), Get Weird (2015), Glory Days (2016), LM5 (2018) и Confetti (2020).
В ноябре 2020 года было объявлено, что Джеси берёт перерыв от деятельности группы по состоянию здоровья; ранее девушка пропустила несколько мероприятий в рамках продвижения последнего альбома. с 14 декабря 2020 г. по 16 июля 2023 г. в социальных сетях Джеси опубликовала заявление об официальном уходе из группы, объяснив, что ей тяжело «жить в соответствии с чьими-то ожиданиями» и что пребывание в коллективе «сказалось на психическом здоровье». В первые же минуты после публикации поклонники Little Mix вывели в мировые тренды хэштег «#ThankYouJesy».
8 октября 2021 года вышел дебютный сингл Boyz Совместно с Никки Минаж.

## Личная жизнь

### Травля за лишний вес
Джеси рассказала, что на фоне стресса, вызванного травлей со стороны сверстников в школе, страдала от алопеции. 12 сентября 2019 года состоялась премьера документального фильма «Лишняя» (англ. Odd One Out), снятого совместно с BBC Three, где Нельсон рассказала о попытках суицида из-за травли в социальных сетях, которая началась в 2011 году; она также призналась, что морила себя голодом перед съёмками и выступлениями, и потом наедалась снова. В интервью для журнала Glamour, приуроченному к выходу фильма, Джеси сказала, что до участия в шоу никогда не задумывалась о том, как она выглядит и сколько весит, однако позднее начала думать, что всё именно так, как о ней пишут.
В 2013 году Джеси также хотела совершить самоубийство, потому что «не могла терпеть боль».

### Личная жизнь
В 2014 году Джеси начала встречаться с британским певцом Джейком Роше; год спустя Джейк сделал ей предложение, однако в ноябре 2016 года они расстались.
В январе 2019 года начала встречаться с Крисом Хьюзом, но через 16 месяцев пара рассталась по личным причинам. В августе 2020 года также заявила, что некоторое время состояла в отношениях с актёром Шоном Сагаром.

### Татуировки
У Нельсон 15 татуировок, одна из которых расположена на правой руке и гласит: «Музыка — сильнейшая форма магии».

## Дискография

### Авторство в песнях
| Год  | Исполнитель                          | Песня                | Альбом     |
| ---- | ------------------------------------ | -------------------- | ---------- |
| 2012 | Little Mix                           | «Change Your Life»   | DNA        |
| 2012 | Little Mix                           | «DNA»                | DNA        |
| 2012 | Little Mix                           | «Wings»              | DNA        |
| 2012 | Little Mix                           | «How Ya Doin'?»      | DNA        |
| 2013 | Little Mix                           | «Little Me»          | Salute     |
| 2013 | Little Mix                           | «Move»               | Salute     |
| 2013 | Little Mix                           | «Salute»             | Salute     |
| 2015 | Игги Азалия совместно с Бритни Спирс | «Pretty Girls»       | —          |
| 2016 | Little Mix                           | «Shout Out to My Ex» | Glory Days |

## Фильмография
| Год  |     | Русское название          | Оригинальное название               | Роль                |
| ---- | --- | ------------------------- | ----------------------------------- | ------------------- |
| 2002 | ф   | Мой мальчик               | About a Boy                         | Ученица на собрании |
| 2005 | ф   | Гарри Поттер и Кубок огня | Harry Potter and the Goblet of Fire | Девушка на балу     |
| 2019 | док | Джеси Нельсон: Лишняя     | Odd One Out                         | В роли самой себя   |

## Награды и номинации
| Год  | Церемония                  | Номинация                   | Что номинировано | Результат |
| ---- | -------------------------- | --------------------------- | ---------------- | --------- |
| 2019 | CelebMix Awards            | Огромное вдохновение        |                  | Номинация |
| 2019 | I Talk Telly Awards        | Лучший документальный фильм | «Лишняя»         | Победа    |
| 2019 | OnSide Awards              | Золотая награда             | «Лишняя»         | Победа    |
| 2020 | National Television Awards | Лучший документальный фильм | «Лишняя»         | Победа    |
| 2020 | Visionary Honours Awards   | Документальный фильм года   | «Лишняя»         | Победа    |
| 2020 | PLT Awards                 | Вдохновитель года           |                  | Победа    |
| 2020 | CelebMix Awards            | Огромное вдохновение        | Номинация        |           |